# Bell 207
Die Bell 207 Sioux Scout war ein zweisitziger Hubschrauber des US-amerikanischen Herstellers Bell Helicopter, dessen Erstflug im Jahre 1963 stattfand.

## Geschichte und Ausstattung
Ab 1958 wurde aufgrund der Erfahrungen aus dem Koreakrieg die Idee eines speziellen Kampfhubschrauber entwickelt. Es sollte ein vor allem auf Kampfeinsätze konstruierter Hubschrauber entworfen werden. Zunächst war eine Weiterentwicklung vorhandener Hubschraubermodelle des Herstellers Bell geplant. Diese Entwicklung trug die Projektbezeichnung D245. Dieses Projekt wurde aber nie fertiggestellt. Eine größere Nachfolgestudie unter dem Namen D255 wurde auf der Basis des Bell UH-1 entwickelt. Die Hauptkomponenten wie Waffensysteme und das Cockpit sollten von diesem Modell übernommen werden. Es waren mehrere Versuche nötig, um die entsprechende endgültige Karosserieform herauszufinden und zu konstruieren. Bei der Konstruktion standen ein schmaler Rumpf und die hintereinander liegende Sitzposition des Piloten und des Bordschützen im Vordergrund. Zunächst war ein abgesetztes Cockpit geplant, das aber später durch ein voll verglastes Cockpit ersetzt wurde. Als Bewaffnung war ein bewegliches Maschinengewehr mit Munitionsbehälter an der Rumpfnase vorgesehen. Die Rotorblätter sollten eine Trapezform haben. Zusätzliche Stummelflügel sollten weitere Maschinengewehre oder Panzerabwehrlenkwaffen tragen. Um der Industriespionage vorzubeugen, wurden mehrere Dummy-Prototypen gebaut. Der erste voll funktionsfähige Prototyp im Jahr 1962 trug die Bezeichnung ARMY mit der Flugzeugnummer 62-00255. Aufgrund finanzieller Schwierigkeiten wurde das Projekt eingestellt. Als Basis für das endgültige Modell dient der Bell 47J. An diesem Modell wurden Änderung der Verkleidung, Lufteinlässe und der Einsatz von Kunststoffteilen zur Gewichtsersparnis vorgenommen. Das Cockpit wurde völlig neu konstruiert. Nach dem Erstflug erfolgte eine sechzehnmonatige gründliche Erprobung und danach die Übernahme in den militärischen Dienst. Auf dieser Konstruktion baut der spätere Bell AH-1 (Cobra) auf. Bauteilgruppen wie die Flügel, das Cockpit und die Anbringung der Waffensysteme wurde als Standard für spätere Militärhubschrauber von diesem Modell übernommen.

## Technische Daten
| Kenngröße             | Daten der Bell 207 Sioux Scout                                                         |
| --------------------- | -------------------------------------------------------------------------------------- |
| Besatzung             | 2                                                                                      |
| Rumpflänge            | 13,54 m                                                                                |
| Höhe                  | 4,09 m                                                                                 |
| Leermasse             | 2.470 kg                                                                               |
| max. Startmasse       | 4.310 kg                                                                               |
| Antrieb               | 1 T53-L13 (Leistung 1400 PS/1044 kW)                                                   |
| Propeller             | 2 Hauptrotoren, 2 Heckrotoren                                                          |
| Tankkapazität         | 936 Liter                                                                              |
| Höchstgeschwindigkeit | 322 km/h, 400 km/h im Sturzflug                                                        |
| Reisegeschwindigkeit  | 250 km/h                                                                               |
| Dienstgipfelhöhe      | 4.145 m                                                                                |
| Reichweite            | 400 km                                                                                 |
| Bewaffnung            | 1 × 7,62 mm Gatling MG im Drehturm, 2–4 Träger für Raketen mit einem Kaliber bis 70 mm |

## Ausstattung
Es waren zwei Pilotensitze, zwei Steuerknüppel, zwei Hebel für die Rotorblatteinstellungen und zwei Fußpedale vorhanden. Im Notfall konnte auch ein Pilot allein die Bell 207 Sioux Scout fliegen. Die beiden Maschinengewehre befanden sich im vorderen Teil Hubschrauberrumpfes, unterhalb der Sitze der Besatzung. Der Schwenkbereich der Waffen betrug in der Vertikalen +15° bis −45° und in der Horizontalen −100° bis +100°. An den Flügel konnten zwölf Raketen angebracht werden.